# Alexandre Chevillard
Pierre Alexandre François Chevillard (Antwerpen – 15 januari 1811 – Parijs, 18 december 1877) was een Belgisch cellist, muziekpedagoog en componist.
Hij werd geboren in een gezin van de militair Pierre Claude Alexandre Chevillard en Helene Petronille Marie Smyers. Hij is de vader van de cellist Camille Chevillard (1859-1923), later schoonzoon van orkestleider Charles Lamoureux.
Hij kreeg op negenjarige leeftijd zijn muziekopleiding aan het Conservatorium van Parijs bij Louis Pierre Martin Norblin. Hij slaagde op zijn zestiende met een eerste prijs. Hij kreeg voor compositieleer lessen van François Joseph Fétis. Hij ging terug naar Brussel en in orkesten en solo. Eenmaal terug in Parijs werd hij cellist van het Théâtre de Gymnase (1829) en het Théâtre Italien in Parijs (1831). Hij probeerde de Parijzenaars te interesseren voor de laatste strijkkwartetten van Ludwig van Beethoven door "Société des derniers quatuors de Beethoven" op te richten (1835). Hij ging met die werken op tournee door onder meer Duitsland. Medemusici waren Jean Delphin Alard, Sabbatier (viool) en Vignier (altviool); in 1849 werden Alard en Vignier vervangen door Jean Pierre Maurin en Mas/Mazas.
Hij was docent aan de Conservatorium van Brussel en vanaf 1859/1860 docent aan het conservatorium van Parijs. Anton Hekking was een leerling van hem in Parijs. Georg Onslow droeg zijn Strijkkwartet nr. 30, opus 56 aan hem op.
Van zijn verscheen een aantal composities:
- opus 2: Variations sun un theme original voor cello en orkest of piano (Launer)
- opus 5: Strijkkwartet nr. 1 (Richault, 1840)
- opus 21: Caprice-reverie, solo voor cello met begeleiding van piano (Richault, 1854)
- opus 22: Marche précédée d’une introduction voor cello en piano (Richault, 1854)
- opus 23: Concertos in e mineur nr. 1 (Richault 1855); opgedragen aan P. Maurin
- opus 24: Drie sonates voor cello met begeleiding door basstem (Richault 1863)
- opus 27: Tweede soloconcert voor cello met begeleiding door strijkkwartet of piano (S. Richault, 1869)
- Zes melodieën voor cello met begeleiding door piano (S. Levy, 1850)
  - La solitudine
  - La separazione
  - Rimembranza
  - Preghiera
  - Rassegnato
  - Consolazione
- Adieu, eerste melodie voor cello en piano (Richault, 1853)
- L’isolement, tweede melodie voor cello en piano (Richault, 1853)
- Barcarolle, derde melodie voor cello en piano (Richault, 1853)
- Le soir, vierde melodie voor cello en piano (Richault, 1853)
- Fantaisie brillante voor de cello met pianobegeleiding op de opera Don Juan (1844)
- Regret, melodie voor cello en piano (Richault, 1851)
- Seul, melodie voor cello en piano (Levy, 1851)
- Eerste soloconcert voor cello met begeleiding door piano of orkest (Ricualt, 1868)
- Morceaux développé voor cello en orkest of piano
- Fantaisie sur les themes de Marino Faliero
- Lento, Adagio en finale voor cello en orkest
- Andante et barcarolle voor cello met begeleiding door pianokwintet

Hij schreef voorts Methode complete de violoncelle.
- Bibliothèque nationale de France: cb14792558z (data)
- Gemeinsame Normdatei: 117736155
- International Standard Name Identifier: 0000 0001 2233 0420
- MusicBrainz: 216797eb-7a3e-4dbf-a333-cf1ec606bc0a
- Nederlandse Thesaurus van Auteursnamen: 148439896
- Système universitaire de documentation: 148775284
- Virtual International Authority File: 164828217
- WorldCat: E39PBJkttvWjtgxp9FPDfwhfv3